# Steve Jenkner
Steve Jenkner, född 31 maj 1976, är en tysk roadracingförare. han var aktiv i världsmästerskapens Grand Prix-klasser 1997 till 2005. Han körde i 125GP alla år utom 2005 då han körde i 250GP. Största framgången torde vara segern i Assen TT 2003. Jenkner tog totalt 14 pallplatser i 125GP.